# Padánie

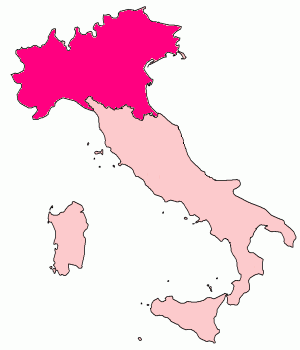
Mapa

Padánie je oblast na severu Itálie, v povodí řeky Pádu – (geograficky Severní Itálie). V regionu je činné silné hnutí za autonomii nebo úplnou nezávislost, které vede italská parlamentní strana Liga severu (její oficiální noviny se jmenují La Padania). 

## Popis
Padánii tvoří regiony Lombardie, Benátsko, Piemont, Emilia-Romagna, Ligurie, Furlansko-Julské Benátsko, Tridentsko-Horní Adiže a Údolí Aosty. Má rozlohu 120 243 km² a zhruba 27,5 milionu obyvatel. Liga severu plánuje také připojení Toskánska, Umbrie a Marche, pak by země měla 161 076 km² a necelých 34 milionů obyvatel. 

## Historie
Termín Padánie se poprvé objevil v roce 1975, kdy jej použil Guido Fanti, guvernér regionu Emilia-Romagna (člen PCI). V roce 1991 vznikla Liga severu, poukazující na to, že ekonomicky rozvinutý sever Itálie odvádí do centrální pokladny víc prostředků než dostává. Programem strany se proto stal požadavek na decentralizaci země. 
V roce 1996 byla v Benátkách vyhlášena samostatnost federativní republiky Padánie, která však nevešla v platnost. Americký politolog Robert Putnam podpořil nezávislost Padánie poukazem na to, že sever Itálie byl tvořen nezávislými městskými státy, takže má demokratickou tradici na rozdíl od jihu, který byl ovládán papežským státem a bourbonskými panovníky.

Vlajka Padánie

Symbolem Padánie je Alpské slunce (zelená šesticípá hvězda v kruhu), jako hymna se používá sbor z Verdiho opery Nabucco "Va, pensiero".